# Hans Woellke
Hans-Otto Woellke (Bischofsburg, 18 februari 1911 - Chatyn, 22 maart 1943) was een Duits atleet.

## Loopbaan
Woellke won tijdens de Olympische Zomerspelen 1936 in eigen land de gouden medaille bij het kogelstoten door een olympisch record te gooien. Twee jaar later behaalde Woellke de bronzen medaille tijdens de Europese kampioenschappen atletiek 1938.
Woellke was tijdens Operatie Barbarossa in dienst van de Waffen SS, hij was gevangenbewaarder en overleed door vijandelijk vuur van zes kilometer afstand. Na de aanval werd het dorp Chatyn door Duitse troepen met de grond gelijk gemaakt.

## Persoonlijke records
| Onderdeel   | Prestatie | Datum |
| ----------- | --------- | ----- |
| kogelstoten | 16,60m    | 1936  |

## Belangrijkste prestaties

### Kogelstoten
| Jaar | Wedstrijd | Plaats | Afstand   |
| ---- | --------- | ------ | --------- |
| 1934 | EK        | 8e     | 14,67m    |
| 1936 | OS        | Goud   | 16,20m OR |
| 1938 | EK        | Brons  | 15,52m    |